# Edmund Karwański
Edmund Karwański (ur. 20 lutego 1929 w Warszawie, zm. 20 kwietnia 2023) – polski aktor teatralny i filmowy.

## Życiorys
W 1952 roku ukończył studia na PWST w Warszawie. Nieco wcześniej, 29 grudnia 1951, miał miejsce jego debiut teatralny. Występował w następujących teatrach:
- Teatr Nowy w Warszawie
- Teatr Powszechny w Warszawie
- Teatr Narodowy w Warszawie
- Teatr Polski w Warszawie
- Teatr Klasyczny w Warszawie
- Teatr na Woli w Warszawie
- Teatr Kwadrat w Warszawie
- Teatr Rozmaitości w Warszawie
- Teatr Ateneum w Warszawie
- Teatr Syrena w Warszawie

W latach 1986–2010 był dyrektorem Teatru Kwadrat.
Zmarł 20 kwietnia 2023. Pochowany w grobie rodzinnym na cmentarzu w Rawie Mazowieckiej.

## Filmografia
- 1969: Gniewko, syn rybaka (odc. 2)
- 1976: Skazany
- 1976: Romans prowincjonalny
- 1976: Polskie drogi – gestapowiec w mieszkaniu Żychlińskiej (odc. 5)
- 1976: Człowiek z marmuru – prokurator na procesie Witka
- 1977: Śmierć prezydenta – Łepkowski, zastępca szefa Kancelarii Prezydenta
- 1978: Romans Teresy Hennert – podpułkownik
- 1978: Do krwi ostatniej... – komunista, później oficer I Dywizji
- 1979: Ojciec królowej
- 1979: Doktor Murek (odc. 4)
- 1979: Do krwi ostatniej – komunista (odc. 2, 3 i 5)
- 1981: Przyjaciele (odc. 4)
- 1985: Temida – hrabia Daczyński, kolega partyjny Błockiego (odc. 3)
- 1993: Żywot człowieka rozbrojonego (odc. 1)
- 1999: Złotopolscy – mecenas Jurczyk (odc. 189)
- 2007: Magda M. – Robert Borecki (odc. 54 i 55)
- 2009–2015: Barwy szczęścia – Remigiusz Jarzębski

## Teatr Telewizji
Wystąpił w kilkunastu sztukach Teatru Telewizji. Zagrał m.in. rolę Napiwkowskiego w spektaklu „Romans Pani Majstrowej” (1958).

## Nagrody i odznaczenia
- Odznaka tysiąclecia (1966)
- Odznaczenie za zasługi dla Warszawy (1968)
- Srebrny Krzyż Zasługi (1971)
- Brązowy Medal „Za zasługi dla obronności kraju” (1971)
- Odznaczenie Zasłużony Działacz Kultury (1976)
- Krzyż Kawalerski Ordery Odrodzenia Polski (1978)
- Odznaka „Zasłużony Działacz LOK” (1978)
- Odznaczenie „Zasłużony Działacz Związków Zawodowych” (1980)
- Srebrny Medal „Zasłużony Kulturze Gloria Artis” (2010)[4]